# غرانزيه
غرانزي (بالألمانية: Gransee) هي مدينة وبلدة ألمانية تقع في ألمانيا في براندنبورغ. يقدر عدد سكانها بـ 6,390 نسمة.

## توأمة
لغرانزيه اتفاقيات توأمة مع:
- هسيش أولدندورف

## أعلام
- ماريا إميلي شنيتلاغه
- ميخائيل شومان